# Kravnsø-Bitter
Kravnsø-bitter er udtrykket for et giftmord udført i januar 1954 i Kravnsø mellem
Esbjerg og Varde. Kan også staves Kraunsø. 
Den 58 årig gårdejer Marius Christensen blev forgiftet af sin kone Karen Christensen, tilskyndet af den unge karl Helge Verner Olsen, som hun havde et forhold til.
Angiveligt består en Kravnsø-bitter af ananas-essens, vand og giften bladan/parathion.
Karen Christensen og Helge Verner Olsen fik begge 14 års fængsel.